# Ил-103
Ил-103 — четырёхместный (пилот и три пассажира) одномоторный поршневой пассажирский самолёт-воздушное такси.
Самолёт сертифицирован по нормам АП-23 МАК в 1996 году. В качестве двигателя выбран Teledyne Continental Motors IO-360ES мощностью 210 л. с.. Дальность — 1 000 километров. Рассматривался проект создания двухмоторного самолёта на его базе. В конце 2017 года появились сведения о возможной глубокой модернизации самолёта. Одним из вариантов установки на него отечественного двигателя является адаптация разрабатываемого в конструкторском бюро (КБ) Симонова мотора для беспилотников. По заявлению производителя, отпускная цена самолёта будет в пределах $ 150 000 — 200 000.

## История
В 1988 году в Союзе ССР был объявлен конкурс на разработку самолёта первоначального обучения. Первоначально был спроектирован самолёт с автомобильным двигателем ВАЗ, но после изучения конъюнктуры мирового рынка на самолёт установили американский двигатель IO-360ES фирмы Теледайн мощностью 210 л. с. с винтом «Харцель». В 1996 году самолёт получил международный сертификат. В категории малых самолётов у Ил-103 сертификат типа № 1. В серийное производство самолёт запущен на Луховицком машиностроительном заводе.
Согласно эксплуатационным характеристикам самолёт рассчитан на 15 лет эксплуатации или 14 000 летных часов. Самолёт может эксплуатироваться как воздушное такси; средство патрулирования прибрежных зон; для проведения научно-исследовательских работ; передвижная лаборатория для осуществления экологического контроля.

## Конструкция
Самолёт спроектирован по стандартной аэродинамической схеме с низким расположением крыльев. За счет применения однощелевого поворотного закрылка повышаются несущие свойства самолёта. Ил-103 может выполнять фигуры высшего пилотажа. Управление самолётом осуществляется с помощью педалей и ручки. По желанию заказчика можно продублировать органы управления, а ручку заменить штурвалом.
Шасси рессорное, неубирающееся, трёхопорное. Самолёт может эксплуатироваться на грунтовых взлетно-посадочных полосах. На вилке передней опоры устанавливают демпфер. На основных колесах установлены гидравлические дисковые тормоза, гидравлика также обеспечивает управление самолётом во время руления.
Топливная система классическая для данного типа самолётов. Баки расположены в крыльях, топливо самотеком перемещается в расходный бак, а оттуда электрическим насосом подаётся в двигатель. Бак объёмом 200 литров вмещает 150 кг бензина. В крыльях расположены заливные горловины.
Силовая установка — двигатель американского производства IO-36ES. На взлётном режиме развивает мощность 210 л. с. при оборотах 2800 в минуту. Двигатель шестицилиндровый. Расход топлива 25-26 кг/час. Воздушный винт двухлопастной Hartzell Propeller. Диаметр винта 1,9 метра.
В салоне установлена система кондиционирования, рассчитанная на три режима работы: вентиляция, обогрев и рециркуляция. Система препятствует запотеванию стёкол фонаря кабины. При вентиляции воздух подается из воздухозаборника на переднее стекло. Тёплый воздух подается на стекло фонаря и вниз к ногам пилота и пассажиров. При рециркуляции неподогретый воздух подаётся на стекла фонаря.
Источником питания служит генератор постоянного тока, который обеспечивает электроснабжение самолёта напряжением в 28 В. Установлен также резервный источник питания. Внешнюю радиосвязь обеспечивает радиостанция УКВ, а внутренние разговоры проходят по внутренней телефонной связи.
В пилотажно-навигационное оборудование входят: акселерометр, светосигнализаторы, указатель высоты, доска управления радиостанцией, индикаторы давления топлива, индикаторы температуры масла и головок цилиндра, авиагоризонт, гирополукомпас, приёмоответчик, указатель глиссады, навигационная многоканальная система, вариометр, указатели разворота, скорости и горизонта.
На самолёте установлена аварийно-спасательная система. При возникновении аварийного происшествия самолёт можно покинуть через откидные створки фонаря. Парашюты расположены в спинках сидений. В салоне имеется аптечка.
Ил-103 сертифицирован по нормам FAR-23 и АП-23 (МАК).

## Характеристики
Технические характеристики
- Длина: 8 м
- Высота: 3,135 м
- Площадь крыла: 14,71 м²
- Масса пустого: 900 кг
- Нормальная взлётная масса: 1310 кг
- Силовая установка: 1 × {{{тип двигателей}}} Continental IO-360 с металлическим двухлопастным (гидравлический привод) пропеллером Hartzell BHC-C2YF-1BF/F8459A-8R

Лётные характеристики
- Максимальная скорость: (Vne = 340 км/ч); 220
- Крейсерская скорость: 180 км/ч
- Практическая дальность: (на крейсерской скорости, 1 пилотом и 270 кг груза с резервом топлива на 30 мин.) 800 км
- Практический потолок: 4000 м
- Скороподъёмность: 3,167 м/сек.

## Эксплуатанты

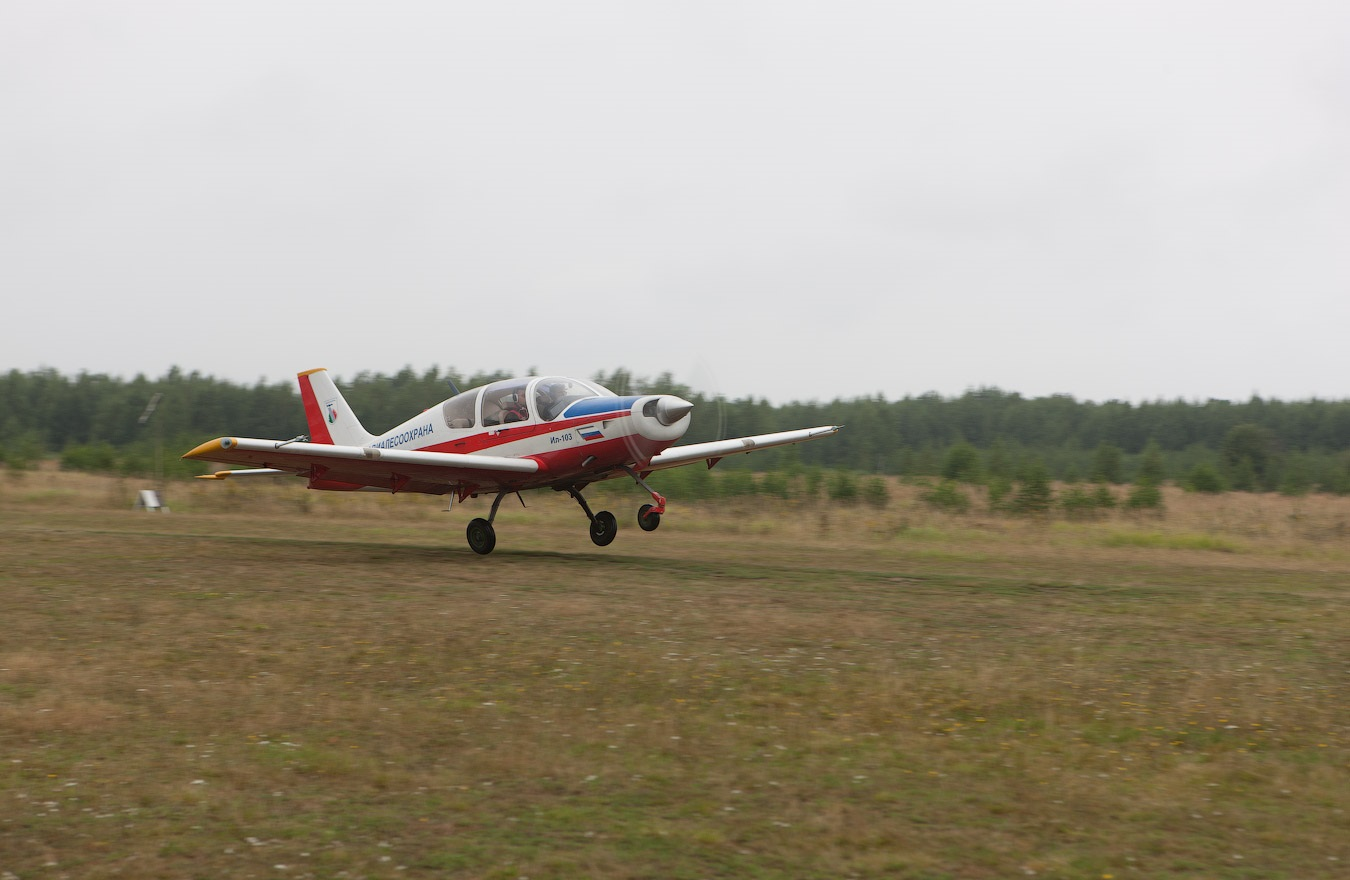
Взлет Ил-103 Авиалесохраны с аэродрома Бабино в Нижегородской области

- Взлет Ил-103 Авиалесохраны с аэродрома Бабино в Нижегородской областиБелоруссия — приобретено 4 самолёта. Осталось три ЛА.
- Лаос — приобретено три самолёта в 2002 году.
- Перу — приобретено 6 самолётов, в качестве учебных.
- Россия — 30 самолётов было заказано Федеральным агентством лесного хозяйства России.
- Южная Корея — академия ВВС Южной Кореи приобрела 23 самолёта для замены УТС T-41D Mescalero, ресурс которых заканчивается. Первую из машин заказчик получил в июле 2004 года. Стоимость контракта на поставку Ил-103 оценивается в 9 млн долларов, при этом часть самолётов была поставлена в счёт государственного долга.

## Катастрофы
| Дата       | Бортовой номер | Место происшествия                     | Жертвы/на борту | Краткое описание |
| ---------- | -------------- | -------------------------------------- | --------------- | --- |
| 16.02.2000 | EP-813         | Лима                                   | 0/2             | Сгорел после аварии. |
| 21.06.2011 | 010            | около Чханвон                          | 2/2             | Катастрофа произошла 21 июня во время выполнения тренировочного полета. Самолёт T-103 (российский Ил-103) упал на поле вблизи военной академии ВВС Республики Корея в пригороде города Чонгвон, в 120 км от Сеула. Погибли пилот и инструктор. Причина — ошибка пилота-стажёра. |
| 22.07.2012 | RA-61912       | около Алеканово                        | 3/3             | Катастрофа произошла, наиболее вероятно, в результате его сваливания на предельно-малой высоте при выполнении фигуры высшего пилотажа, похожей на поворот на горке с большими углами тангажа («поворот на вертикали»), выполнение которой запрещено РЛЭ самолёта Ил-103. |
| 14.06.2015 | EW-041LL       | около Бреста                           | 2/2             | При выполнении полётного задания по обнаружению пожаров в экосистемах произошло падение воздушного судна Ил-103 РУП «Беллесавиа» в нескольких километрах от брестского аэропорта. |
| 12.08.2016 | RA-1467G       | около селаНовороманово, Алтайский край | 1/1             | Из-за потери скорости полёта, приведшей к сваливанию и столкновению с землёй, при выполнении отворота для выполнения вынужденной посадки сразу после взлёта. Наиболее вероятной причиной принятия КВС[уточнить] решения о выполнении вынужденной посадки явились перебои в работе двигателя. Применение автомобильного бензина вместо авиационного топлива. Неквалифицированные работы по регулированию корректора топливной смеси. |